# 輪積
数学の群論における輪積（りんせき、英: wreath product; リース積）は、半直積をもとにして定義される二つの群の特殊化された積である。置換群の分類においてリース積は重要な道具であり、またリース積から群の興味深い例がさまざまに構成される。
二つの群 A および H が与えられたとき、それら輪積には非制限輪積 A Wr H (あるいは A ≀ H) と制限輪積 A wr H の二種類が考えられる。さらに H-作用を持つ集合 Ω が与えられれば、A WrΩ H あるいは A wrΩ H で表されるそれぞれの輪積の一般化が存在する。

## 定義
二つの群 A, H と集合 Ω で、H は Ω の上に作用するものとし、K は集合 Ω を添字集合とする A のコピー Aω := A の直積
{\displaystyle K\equiv \prod _{\omega \in \Omega }A_{\omega }}
と定義する。K の元を Ω で添字付けられた A の任意の列 (aω) と見做して、成分ごとの積入れれば、H の Ω への作用は
{\displaystyle h(a_{\omega })\equiv (a_{h^{-1}\omega })}
と置くことにより、自然な仕方で H の群 K への作用に拡張される。このとき、A の H による非制限輪積 A WrΩ H とは、半直積 K ⋊ H のことを言う。輪積 A WrΩ H の部分群としての K を、この輪積の底と呼ぶ。
制限輪積 A wrΩ H は非制限輪積と同様の仕方で直和
{\displaystyle K\equiv \bigoplus _{\omega \in \Omega }A_{\omega }}
を輪積の底として構成される。この場合の底 K の元は Ω で添字付けられた A の元の列 (aω) で有限個の例外を除く全ての成分が A の単位元となるものである。
群 H は左からの積を考えることによって自然な仕方で自分自身の上に作用するから、Ω ≔ H と取ることもできる。この特別な（しかし非常に汎用な）場合の非制限輪積および制限輪積はそれぞれ A Wr H および A wr H で表され、正則 (regular) であるという。

## 記法と慣習
A の H による輪積の構造は H-集合 Ω に依存して決まり、Ω が無限集合のときは制限か非制限かにも関わるが、記法は文献によって必ずしも一貫しておらず文脈に注意を要する。
- 文献によっては A ≀Ω H が非制限輪積 A WrΩ H だったり制限輪積 A wrΩ H だったりする。
- 同様に A ≀ H が正則非制限輪積 A Wr H に用いられたり、正則制限輪積 A wr H に対して用いられたりする。
- 文献によっては H-集合 Ω を積の添字に付けることを Ω ≠ H の場合でさえ落とすことがある。
- H = Sn（n-次対称群）という特別の場合に、S が自然に作用する Ω = {1, ..., n} と仮定する文献が多くあり、ここでも添字としての Ω を落とす記法が用いられる。つまりこの場合、記法 A ≀ Sn が意味するのは正則輪積 A ≀Sn Sn ではなくて A ≀{1,...,n} Sn ということとなる。前者（正則輪積）の場合の底群は A の n! 個のコピーの積だが、後者の場合だと n 個のコピーである。

## 性質
- 群の有限直積は有限直和と同じものであるから、H-集合 Ω が有限集合の時は、非制限輪積 A WrΩ H と制限輪積 A wrΩ Hも一致する。特にこれは Ω = H が有限なとき正しい。
- 制限輪積 A wrΩ H は常に非制限輪積 A WrΩ H の部分群になる。
- 普遍埋め込み定理: 群 G が A の H による拡大ならば、非制限輪積 A ≀ H の部分群で G に同型なものが存在する[1]。
- A, H, Ω がいずれも有限ならば位数に関して|A≀ΩH| = |A||Ω||H|が成立する[2]。

## 輪積の標準作用
群 A が集合 Λ に作用しているならば、集合 Ω と Λ から輪積 A WrΩ H の（したがって A wrΩ H も）作用することのできる集合を二種類の標準的な仕方で構成することができる。
集合 Λ × Ω の上への非原始的輪積作用
((aω),h) ∈ A WrΩ H および (λ,ω') ∈ Λ × Ω に対して{\displaystyle ((a_{\omega }),h)\cdot (\lambda ,\omega '):=(a_{h(\omega ')}\lambda ,h\omega ')}で与えられる。
集合 ΛΩ の上への原始的輪積作用
ΛΩ の元は H-集合 Ω で添字付けられた列 (λω) であり、与えられた元 ((aω), h) ∈ A WrΩ H の (λω) ∈ ΛΩ への作用は{\displaystyle ((a_{\omega }),h)\cdot (\lambda _{\omega }):=(a_{h^{-1}\omega }\lambda _{h^{-1}\omega })}で与えられる。

## 例

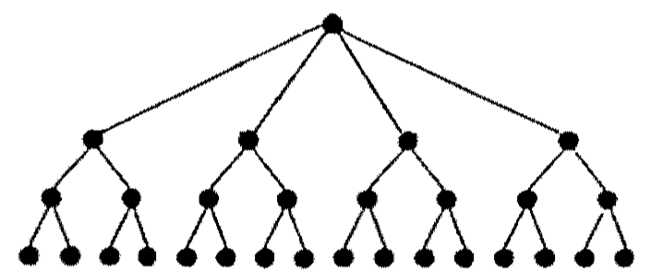
AutT ≅ (S2 ≀ S2) ≀ S4

- ランプライター群（英語版）は制限輪積 ℤ2 ≀ ℤ である
- 一般化された対称群（英語版） ℤm ≀ Sn は、この輪積の底が ℤm のコピーの n-重直積ℤmn = ℤm × ... × ℤmに n-次対称群の作用 φ: Sn → Aut(ℤmn) がφ(σ)(α1,..., αn) := (ασ(1),..., ασ(n))で与えられるものである[3]。
- 超八面体群（英語版） S2 ≀ Sn は、Sn の {1,...,n} への作用は自然なものとして、二次の対称群 S2 は巡回群 ℤ2 に同型であるから、超八面体群は一般化対称群の特別な場合になる[4]。
- 素数 p と自然数 n ≥ 1 に対し、P は pn-次対称群 Spn のシロー p-部分群とすると、P は ℤp の n 個のコピーの反復正則輪積（輪冪）Wn = ℤp ≀ ℤp ≀ … ≀ ℤp に同型である。ここで、W1 := ℤp および任意の k ≥ 2 に対して Wk := Wk-1 ≀ ℤp である[5][6]。
- ルービックキューブ群（英語版）は輪積の直積 (ℤ3 ≀ S8) × (ℤ2 ≀ S12) の指数の小さい部分群で、それぞれの因子は頂点の対称性が 8 と辺の対称性が 12 個それぞれあることに対応する。

## 注
1. ↑  M. Krasner and L. Kaloujnine, "Produit complet des groupes de permutations et le problème d'extension de groupes III", Acta Sci. Math. Szeged 14, pp. 69-82 (1951)
2. ↑  Rotman 1995, p. 172.
3. ↑  J. W. Davies and A. O. Morris, "The Schur Multiplier of the Generalized Symmetric Group", J. London Math. Soc (2), 8, (1974), pp. 615-620
4. ↑  P. Graczyk, G. Letac and H. Massam, "The Hyperoctahedral Group, Symmetric Group Representations and the Moments of the Real Wishart Distribution",  J. Theoret. Probab.  18  (2005),  no. 1, 1-42.
5. ↑  Rotman 1995, p. 176.
6. ↑  L. Kaloujnine, "La structure des p-groupes de Sylow des groupes symétriques finis", Annales Scientifiques de l'École Normale Supérieure. Troisième Série 65, pp. 239–276 (1948)